# Tuesday's Gone
«Tuesday's Gone» es una canción de la banda estadounidense Lynyrd Skynyrd del álbum (Pronounced 'lĕh-'nérd 'skin-'nérd) de 1973. La letra fue compuesta por el cantante Ronnie Van Zant's y la música por el guitarrista Allen Collins.

## Versiones
Metallica grabó una versión de "Tuesday's Gone" en el álbum Garage Inc., con Les Claypool de Primus, Jerry Cantrell de Alice in Chains, John Popper de Blues Traveler, Pepper Keenan de Corrosion of Conformity, Jim Martin de Faith No More y el guitarrista de Skynyrd Gary Rossington como músicos invitados.
En 1994, Hank Williams Jr. grabó un cover de la canción en el álbum compilatorio Skynyrd Frynds.

## Personal
- Ronnie Van Zant - Vocalista
- Gary Rossington -Guitarra rítmica, solista
- Allen Collins - Guitarra rítmica, solista
- Ed King - Bajo, guitarra
- Billy Powell - Teclado
- Bob Burns - batería
- Leon Wilkeson - Bajo